# Rosemarie Springer
Pour les articles homonymes, voir Springer.
Rosemarie Springer (née Lorenz le 5 juillet 1920 à Dantzig et morte le 2 avril 2019) est une cavalière de dressage allemande.

## Biographie
Rosemarie Alwine Anneliese Lorenz est la fille aînée de Werner Lorenz et de son épouse Charlotte Ventzki. Son père mène une carrière militaire, sa mère est issue d'une famille bourgeoise de Grudziądz. Avec l'argent de sa femme, Werner Lorenz acquiert un domaine dans la ville libre de Dantzig. Les parents envoient Rosemarie avec sa jeune sœur Jutta (née en 1922) dans un pensionnat de jeunes filles en Angleterre, où elles rencontrent les membres de la société européenne. Werner Lorenz devient un officier SS. Rosemarie Lorenz parle parfaitement l'anglais et le français et quitte Dantzig pour Sylt.
Elle fait un premier mariage avec Horst-Herbert Alsen, le PDG de l'entreprise de fabrication de ciment Alsen à Itzehoe. Horst-Herbert Alsen est ami avec Axel Springer dont Rosemarie Springer fait la connaissance. Elle divorce en 1953, sans avoir d'enfant, pour s'unir avec Axel Springer. Springer achète la maison à Kampen d'Annemarie Seidel et d'Anthony van Hoboken, construite par l'architecte Otto Heinrich Strohmeyer en 1929.
Rosemarie Springer commence sa carrière de cavalière en 1950 à Berlin. Elle rencontre lors d'une compétition Hans Günter Winkler qui reconnaît son talent et la recommande à l'entraîneur Willi Schultheis. En 1960, elle remporte pour la première fois le championnat allemand de dressage. La même année, elle participe aux Jeux olympiques à Rome où elle finit à une décevante septième place. En 1961, elle divorce d'Axel Springer qui épouse ensuite Helga Ludewig, auparavant en couple avec Horst-Herbert Alsen. Jusqu'en 1965, elle remporte quatre autres fois le championnat allemand. En 1966, elle enlève le Deutsches Dressur-Derby.
Après sa retraite à la fin des années 1970, elle s'occupe du domaine de Halloh, à Großenaspe, près de Bad Bramstedt, où elle élève des trakehners et fait de l'entraînement de dressage. Elle continue encore à l'âge de 90 ans à donner des leçons d'équitation et à faire du ski.